# 하버 센터

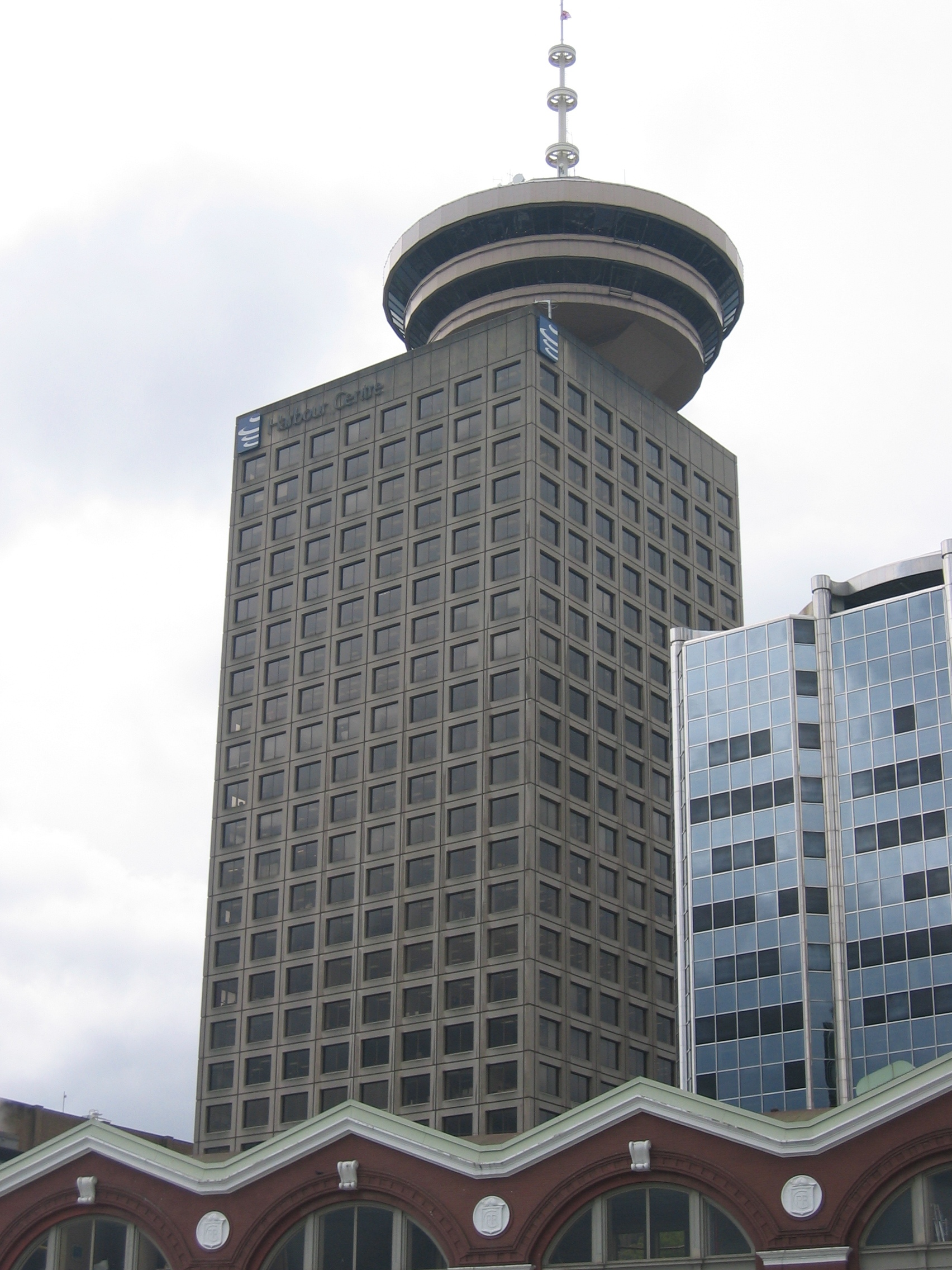
하버 센터

하버 센터(영어: Harbour Centre)는 캐나다 브리티시컬럼비아주 밴쿠버에 있는 탑이다. 216m의 마천루로, 밴쿠버 시내를 볼 수 있다.

## 같이 보기
- 알렉산드리아의 등대